# Arquidiocese de Douala
A Arquidiocese de Douala (Archidiœcesis Dualaensis) é uma circunscrição eclesiástica da Igreja Católica situada em Douala, Camarões. Seu atual arcebispo é Samuel Kleda. Sua Sé é a Catedral de São Pedro e São Paulo.
Possui 70 paróquias servidas por 207 padres, abrangendo uma população de 3 368 960 habitantes, com 21,2% da dessa população jurisdicionada batizada (714 125 católicos).

## História
A prefeitura apostólica de Douala foi criada em 31 de março de 1931 com o breve Apostolicum munus do Papa Pio XI, com o território desmembrado do vicariato apostólico de Camarões (atual arquidiocese de Yaoundé).
Em 27 de maio de 1932, a prefeitura apostólica foi elevada a vicariato apostólico com o breve Ut præfecturæ do Papa Pio XI.
Em 14 de setembro de 1955 o vicariato apostólico foi elevado para diocese com a bula Dum tantis do Papa Pio XII. Originalmente era sufragânea da arquidiocese de Yaoundé.
Em 18 de janeiro de 1963 cedeu uma parte de seu território para a criação da diocese de Sangmélima.
Em 18 de março de 1982 é elevada ao posto de arquidiocese metropolitana com a bula Eo magis catholica do Papa João Paulo II.
Em 22 de março de 1993 cedeu partes do seu território em vantagem da ereção das diocese de Edéa e Eséka.

## Prelados
| #                   | Nome                                  | Período    | Notas                               |
| Arcebispos          | Arcebispos                            | Arcebispos | Arcebispos                          |
| ------------------- | ------------------------------------- | ---------- | ----------------------------------- |
| 3º                  | Samuel Kleda                          | 2009-atual |                                     |
| 2º                  | Christian Wiyghan Tumi †              | 1991-2009  |                                     |
| 1º                  | Simon Tonyé †                         | 1982-1991  |                                     |
| Arcebispo-coadjutor |                                       |            |                                     |
|                     | Samuel Kleda                          | 2007-2009  |                                     |
| Bispos              |                                       |            |                                     |
| 4º                  | Simon Tonyé †                         | 1973-1982  |                                     |
| 3º                  | Thomas Mongo †                        | 1957-1973  |                                     |
| 2º                  | Pierre Bonneau, C.S.Sp. †             | 1946-1957  |                                     |
| 1º                  | Mathurin-Marie Le Mailloux, C.S.Sp. † | 1931-1945  |                                     |
| Bispo-coadjutor     |                                       |            |                                     |
|                     | Simon Tonyé                           | 1969-1973  |                                     |
| Bispos-auxiliares   |                                       |            |                                     |
|                     | Dieudonné Bogmis                      | 1999-2004  | Nomeado Bispo de Eséka              |
|                     | Simon-Victor Tonyé Bakot              | 1987-1993  | Nomeado Bispo de Edéa               |
|                     | Gabriel Simo                          | 1987-1994  | Nomeado Bispo-auxiliar de Bafoussam |
|                     | Thomas Mongo                          | 1955-1957  | Elevado a Bispo da mesma            |